# Croton hypoleucus
Pour Croton hypoleucus, Dalzell, 1851, voir Croton zeylanicus.
Espèce
Croton hypoleucus est une espèce de plantes à fleurs du genre Croton et de la famille des Euphorbiaceae présente du nord-est du Mexique (jusqu'à Veracruz).
Il a pour synonymes :
- Croton parvulus Müll.Arg., 1865
- Croton shepherdiifolius Schauer, 1847
- Oxydectes hypoleuca (Schltdl.) Kuntze
- Oxydectes parvula (Müll.Arg.) Kuntze